# I'll Be Your Man
I'll Be Your Man este o piesă pop rock scrisă de cântărețul britanic James Blunt. Melodia reprezintă a patra piesă din cel de-al treilea album al lui James Blunt, Some Kind of Trouble, lansată pe 23 mai 2011.

## Track-listing
UK Digital Download / Promo CD Single
1. "I'll Be Your Man" (Versiune Single) - 3:36

German CD Single
1. "I'll Be Your Man" (Versiune Single) - 3:36
2. "I'll Be Your Man" (Versiune Single) - 3:32
3. "This Love Again" - 2:56
4. "I'll Be Your Man" (Video)

## Clasament
| Clasament (2011)                | Poziție vârf |
| ------------------------------- | ------------ |
| Austria(Ö3 Austria Top 40)      | 45           |
| Belgia(Ultratip Flanders)       | 6            |
| Belgia(Ultratip Wallonia)       | 10           |
| Germania (Media Control Charts) | 40           |
| Elveția (Schweizer Hitparade)   | 64           |
| Olanda (Dutch Top 40)           | 13           |